# Moenkhausia forestii
Moenkhausia forestii är en fiskart som beskrevs av Benine, Mariguela och Oliveira 2009. Moenkhausia forestii ingår i släktet Moenkhausia och familjen Characidae. Inga underarter finns listade i Catalogue of Life.